# Barbus taeniurus
Barbus taeniurus är en fiskart som beskrevs av Boulenger, 1903. Barbus taeniurus ingår i släktet Barbus och familjen karpfiskar. IUCN kategoriserar arten globalt som sårbar. Inga underarter finns listade.